# جورج ویلیامز (بازیکن فوتبال، زاده ۱۹۹۵)
جورج ویلیامز (انگلیسی: George Williams؛ زادهٔ ۷ سپتامبر ۱۹۹۵) یک بازیکن فوتبال اهل ولز است.
از باشگاه‌هایی که در آن بازی کرده‌است می‌توان به باشگاه فوتبال فولام، باشگاه فوتبال میلتون کینز دونز و باشگاه فوتبال جیلینگام اشاره کرد. وی سابقه عضویت در تیم ملی فوتبال ولز را نیز دارد.